# Новомирское сельское поселение (Чесменский район)
Новомирское се́льское поселе́ние — муниципальное образование в Чесменском районе Челябинской области Российской Федерации. В рамках административно-территориального устройства муниципальное образование  соответствует административно-территориальной единице Новомирский сельсовет.

Административный центр — посёлок Новый Мир.

## История
Статус и границы сельского поселения установлены Законом Челябинской области от 12 ноября 2004 года № 289-ЗО «О статусе и границах Чесменского муниципального района и сельских поселений в его составе»

## Население
| 2002 | 2010 | 2011 | 2012 | 2013 | 2014 | 2015 |
| ---- | ---- | ---- | ---- | ---- | ---- | ---- |
| 824  | ↘610 | ↘609 | ↘589 | ↘567 | ↘533 | ↘515 |
| 2016 | 2017 | 2018 | 2019 | 2020 | 2021 |      |
| ↘500 | ↘480 | ↘462 | ↘431 | ↘416 | ↘367 |      |

## Состав сельского поселения
| № | Населённый пункт | Тип населённого пункта          | Население |
| - | ---------------- | ------------------------------- | --------- |
| 1 | Маяк             | посёлок                         | ↘172      |
| 2 | Новый Мир        | посёлок, административный центр | ↘438      |